# Ionuț Voicu
Ionuț Voicu (n. 2 august 1984, București, România) este un fotbalist român retras din activitate, care a jucat pe post de fundaș lateral la echipe ca Rapid, FC Brașov și CSMS Iași.

## Legături externe
- Ionuț Voicu la romaniansoccer.ro